# Aimé
Aimé ist ein männlicher Vorname.

## Herkunft und Bedeutung des Namens
Aimé ist die männliche Form des französischen Vornamens Aimée oder des amerikanischen Namens Amy und bedeutet „der Geliebte“ (von französisch aimer = lieben, das wiederum vom lateinischen amare mit der gleichen Bedeutung stammt).

## Bekannte Namensträger
- Aimé Argand (1750–1803), Schweizer Physiker und Chemiker
- Aimé Bazin (1904–1984), französischer Filmarchitekt
- Aimé Barelli (1917–1995), französischer Jazz-Trompeter
- Aimé Barraud (1902–1954), Schweizer Maler
- Aimé Bazin (1904–1984), französischer Filmarchitekt
- Aimé-Jacques-Alexandre Bonpland (1773–1858), französischer Naturforscher
- Aimé Bouvier (1843–1919), französischer Zoologe, Naturalienhändler und Forschungsreisender
- Aimé Césaire (1913–2008), afrokaribischer Schriftsteller und Politiker
- Aimé Marie Gaspard de Clermont-Tonnerre (1779–1865), französischer General und Minister
- Aimé Cotton (1869–1951), französischer Physiker
- Aimé-Jules Dalou (1838–1902), französischer Bildhauer
- Aimé Décosse (1903–1991), kanadischer Geistlicher und römisch-katholischer Bischof von Gravelbourg
- Aimé Duval (1918–1984), Verfasser religiöser Chansons
- Aimé De Gendt (* 1994), belgischer Radsportler
- Aimé Constant Fidèle Henry (1801–1875), französischstämmiger Lithograf, Buchhändler, Verleger, Botaniker und Naturforscher
- Aimé-Louis Herminjard (1817–1900), Schweizer evangelischer Geistlicher, Paläograf und Hochschullehrer
- Aimé Jacquet (* 1941), ehemaliger französischer Fußballspieler und -trainer
- Aimé Maeght (1906–1981), französischer Lithograph
- Aimé Maillart (1817–1871), französischer Komponist
- Aimé-Georges Martimort (1911–2000), französischer katholischer Priester und Liturgiewissenschaftler
- Aimé von Mesmer-Saldern (1815–1889), schleswig-holsteinischer Gutsbesitzer und dänischer Hofbeamter
- Aimé Mignot (1932–2022), ehemaliger französischer Fußballspieler und -trainer
- Aimé Millet (1819–1891), französischer Bildhauer
- Aimé Morot (1850–1913), französischer Maler des akademischen Realismus
- Aimé Ndizeye (* 2002), burundischer Fußballtorwart
- Aimé Nezeloff (1891–1963), französischer Autorennfahrer
- Aimé Steck (1892–1966), französischer Komponist
- Aimé Vaschy (1857–1899), französischer mathematischer Physiker
- Aimé Vassiaux (1890–1967), französischer Autorennfahrer